# Solférino
Solférino es una comuna francesa situada en el departamento de Landas, de la región de Nueva Aquitania.

## Historia
La comuna fue creada en 1863 por segregación de terrenos pertenecientes a las comunas de Commensacq, Escource, Labouheyre, Lüe, Morcenx, Onesse-Laharie y Sabres.

## Demografía
| Gráfica de evolución demográfica de Solférino entre 1866 y 2022 |
|                                                                 |

Los datos demográficos contemplados en este gráfico se han cogido de la página francesa EHESS/Cassini.